# ヴィリー・ヘス (ヴァイオリニスト)
ヴィリー・ヘス（Willy Hess, 1859年7月14日 – 1939年2月17日）は、ドイツのヴァイオリン奏者、音楽指導者。

## 来歴
1859年、マンハイム生まれ。ルイ・シュポーアの門弟だった父からヴァイオリンの手ほどきを受け、ヨーゼフ・ヨアヒムに師事。1904年から1910年までボストン交響楽団のコンサートマスターを務めるかたわら、ハーヴァード大学でもヴァイオリンの指導を行う。ほかにハレ管弦楽団や、フランクフルト、ロッテルダムでもコンサートマスターを務めた。
1910年よりベルリン高等音楽学校のヴァイオリン科主任教授に就任した。作曲家のマックス・ブルッフと親しく、その地位に就任するにあたってブルッフの後押しがあった。同校は、ヴァイマル共和政時代に国際的な音楽界を動かす軸となり、ヘスも各国からベルリンに集まってきた多くの留学生を指導した。ヘスは、右手の手首の動きを強調し、ほとんど指を動かさない、ドイツの伝統的な演奏様式を教えた。
ヘスはヴァイオリンからヴィオラに持ち替えるのに何の苦もなく、ブルッフの『クラリネットとヴィオラのための二重協奏曲』作品88の初演でヴィオラを弾いた。ブルッフは1910年に『ヴァイオリンと管弦楽のためのコンツェルトシュテュック』作品84をヘスのために作曲している。ブルッフの弦楽器の作品では、ヘスが助言を与えたため、その他のブルッフ作品でもヘスが初演者を務めることがあった。アーサー・フットの『バラード』作品69もヘスのために作曲されている。
チェリストのフーゴー・ベッカーやピアニストのダニエル・クヴァストと組んで室内楽演奏を行なった。愛器はグヮダニーニであった。
1939年2月17日にベルリンで没した。

## 著名な門人
- アーサー・フィードラー
- ニコス・スカルコッタス
- アドルフ・ブッシュ